# Reyer Venezia Mestre Femminile 2014-2015
Questa voce raccoglie le informazioni riguardanti il Reyer Venezia Mestre Femminile nelle competizioni ufficiali della stagione 2014-2015.

## Stagione
La stagione 2014-2015 della Umana Venezia è la dodicesima che disputa in Serie A1 dalla rifondazione del 1998. La squadra partecipa per la prima volta alla Lega Adriatica femminile, una competizione internazionale ad invito.
Il 15 marzo 2015 nella città slovena di Celje vince la finale della Lega Adriatica femminile, conquistando il primo titolo internazionale della sua storia.

## Verdetti stagionali
Competizioni nazionali
- Serie A1:

stagione regolare: 4º posto su 13 squadre (17-7);
play-off: Semifinale persa contro Schio (0-2).
Competizioni europee
- Lega Adriatica femminile:

stagione regolare: 2º posto su 6 squadre nel gruppo A (8-2);
play-off (quarti e final four): finale vinta contro Radivoj Korać Belgrado.

## Roster
|    | Naz.                   | Ruolo | Sportivo            | Anno | Alt. |  |       |
| -- | ---------------------- | ----- | ------------------- | ---- | ---- |  | ----- |
| 2  | Giamaica (bandiera)    | AC    | Aneika Henry        | 1986 | 193  |  | [ 3 ] |
| 4  | Italia (bandiera)      | G     | Francesca Melchiori | 1993 | 170  |  |       |
| 5  | Italia (bandiera)      | P     | Debora Carangelo    | 1992 | 163  |  |       |
| 6  | Italia (bandiera)      | P     | Rachele Porcu       | 1997 | 165  |  |       |
| 7  | Italia (bandiera)      | A     | Giovanna Pertile    | 1992 | 185  |  | [ 4 ] |
| 9  | Italia (bandiera)      | GA    | Francesca Pan       | 1997 | 180  |  |       |
| 10 | Italia (bandiera)      | G     | Benedetta Bagnara   | 1987 | 178  |  |       |
| 11 | Italia (bandiera)      | C     | Martina Sandri      | 1988 | 184  |  |       |
| 12 | Italia (bandiera)      | P     | Francesca Dotto     | 1993 | 169  |  |       |
| 13 | Italia (bandiera)      | AC    | Alessandra Formica  | 1993 | 189  |  |       |
| 14 | Slovacchia (bandiera)  | AC    | Marie Růžičková     | 1986 | 192  |  |       |
| 15 | Stati Uniti (bandiera) | G     | Shannon McCallum    | 1987 | 177  |  |       |
| 16 | Italia (bandiera)      | AC    | Carlotta Gianolla   | 1997 | 181  |  |       |
| 20 | Romania (bandiera)     | AC    | Simina Mandache     | 1981 | 185  |  |       |
| 22 | Italia (bandiera)      | GA    | Elisa Penna         | 1995 | 177  |  |       |

## Organigramma
- Allenatore: Andrea Liberalotto
- Vice allenatore: Gabriele Galigani
- Assistente allenatore: Augusto Barone
- Allenatore settore giovanile: Andrea Da Preda
- Addetto arbitri: Oscar Rallo
- Addetto statistiche: Maurizio Ferrara
- Preparatore atletico: Davide Rocco
- Medico sociale: Diego Turchetto

- Presidente: Luigi Brugnaro
- Vicepresidente:	Morris Ceron
- Segretario: Altinio Pizzato
- Dirigente Accompagnatore: Roberta Meneghel
- Dirigente Responsabile: Stefano Vianello
- Addetto stampa: Federico Bacciolo
- Responsabile Settore Giovanile: Franco Conchetto

## Risultati

### Lega Adriatica femminile

#### Regular Season (gruppo A)

##### Classifica
|    | Squadra             | P.ti | G  | V | P  | PF  | PS  | DP   |
| -- | ------------------- | ---- | -- | - | -- | --- | --- | ---- |
| 1. | Buducnost Podgorica | 18   | 10 | 8 | 2  | 749 | 645 | +104 |
| 2. | Umana Reyer Venezia | 18   | 10 | 8 | 2  | 696 | 529 | +167 |
| 3. | Medvescak Zagabria  | 18   | 10 | 8 | 2  | 700 | 606 | +94  |
| 4. | Triglav Kranj       | 14   | 10 | 4 | 6  | 633 | 684 | -51  |
| 5. | Partizan Belgrado   | 12   | 10 | 2 | 8  | 577 | 675 | -98  |
| 6. | Play Off Sarajevo   | 10   | 10 | 0 | 10 | 616 | 832 | -216 |

##### Andata
| Arbitri: | Rade Jankov Vasil Piljafov Blaze Lazov |

|                     |            |                             |
| Matović, Sanders 18 | Punti      | 11 Dotto, McCallum, Bagnara |
| Mujović, Popović 3  | Assist     | 5 Dotto                     |
| Terry 12            | Rimbalzi   | 5 Mandache                  |
| Goran Bošković      | Allenatori | Andrea Liberalotto          |

| Arbitri: | Andrej Lovsin Grega Cesen Blaž Zupančič |

|                    |            |                       |
| Penna 15           | Punti      | 18 Vučković           |
| Pertile 4          | Assist     | 4 Prlja               |
| Formica 10         | Rimbalzi   | 5 Janković, Jovanović |
| Andrea Liberalotto | Allenatori | Ivić Slađan           |

| Arbitri: | Vladimir Jevtović Nemanja Ninković Nataša Virijević |

|            |            |                                |
| Džebo 13   | Punti      | 13 Carangelo 12 Penna, Bagnara |
| Babić 3    | Assist     | 7 Pertile                      |
| Džebo 7    | Rimbalzi   | 9 Sandri                       |
| Goran Lojo | Allenatori | Andrea Liberalotto             |

| Arbitri: | Andrej Susanj Gordan Terlević Marko Stanković |

|                      |            |              |
| Formica, McCallum 11 | Punti      | 11 Piršič    |
| Sandri 4             | Assist     | 3 Piršič     |
| Formica 6            | Rimbalzi   | 8 Piršič     |
| Andrea Liberalotto   | Allenatori | Gašper Sluga |

| Arbitri: | Andrej Lovsin Uroš Kolar Edo Javor |

|               |            |                    |
| Tikvić 17     | Punti      | 9 Dotto            |
| Seda 6        | Assist     | 3 Dotto            |
| Begić 10      | Rimbalzi   | 7 McCallum         |
| Braslav Turić | Allenatori | Andrea Liberalotto |

##### Ritorno
| Arbitri: | Andrej Lovsin Uroš Kolar Edo Javor |

|                         |            |                       |
| Růžičková 12 Formica 10 | Punti      | 17 Popović 16 Sanders |
| McCallum 4              | Assist     | 2 Popović             |
| Růžičková 8             | Rimbalzi   | 8 Terry               |
| Andrea Liberalotto      | Allenatori | Goran Bošković        |

| Arbitri: | Petar Denkovski Mirza Palo Nermin Nikšić |

|                   |            |                    |
| Vučković 17       | Punti      | 16 Růžičková       |
| Janković, Prlja 2 | Assist     | 5 Bagnara          |
| Janković 10       | Rimbalzi   | 10 Růžičková       |
| Mladen Manojlović | Allenatori | Andrea Liberalotto |

| Arbitri: | Andrej Susanj Gordan Terlević Denis Hadžić |

|                    |            |            |
| Růžičková 15       | Punti      | 17 Babić   |
| Dotto 5            | Assist     | 4 Babić    |
| Růžičková 6        | Rimbalzi   | 9 Delić    |
| Andrea Liberalotto | Allenatori | Goran Lojo |

| Arbitri: | Bojan Kruljac Hrvoje Muhvić Roko Hordov |

|                          |            |                      |
| Zdolšek 14               | Punti      | 13 Penna 12 Pan      |
| Zdolšek, Meden, Žibert 2 | Assist     | 3 Formica, Růžičková |
| Zdolšek 14               | Rimbalzi   | 5 Penna, Mandache    |
| Gašper Sluga             | Allenatori | Andrea Liberalotto   |

| Arbitri: | Uroš Kolar Damjan Gajšek Milan Španić |

|                                      |            |                      |
| Mandache 16 McCallum 15 Růžičková 12 | Punti      | 13 Tikvić Premasunac |
| Dotto 6                              | Assist     | 4 Perić              |
| Růžičková 12                         | Rimbalzi   | 18 Tikvić            |
| Andrea Liberalotto                   | Allenatori | Braslav Turić        |

#### Play-off

##### Quarti di finale
| Arbitri: | Andrej Susanj Gordan Terlević Denis Hadžić |

|                      |            |                       |
| Henry, McCallum 12   | Punti      | 15 Bigović 13 Popović |
| Bagnara, Carangelo 4 | Assist     | 4 Bigović             |
| Henry 9              | Rimbalzi   | 8 Popović             |
| Andrea Liberalotto   | Allenatori | Slobodan Kecman       |

| Arbitri: | Jasmina Juras Tatic Uroš Nikolić Vladimir Jevtović |

|                      |            |                       |
| Kalušić 15           | Punti      | 17 Henry 16 Růžičková |
| Bigović, Prvulović 3 | Assist     | 2 Dotto               |
| Popović 7            | Rimbalzi   | 14 Henry              |
| Slobodan Kecman      | Allenatori | Andrea Liberalotto    |

##### Final Four di Celje
|  | Semifinali          | Semifinali          | Semifinali          |                     |               | Finale            | Finale            | Finale          |  |
|  |                     |                     |                     |                     |               |                   |                   |                 |  |
|  | Radivoj Korać       | Radivoj Korać       | 65                  |                     |               |                   |                   |                 |  |
|  | Radivoj Korać       | Radivoj Korać       | 65                  |                     |               |                   |                   |                 |  |
|  | Buducnost Volcano   | Buducnost Volcano   | 63                  |                     |               |                   |                   |                 |  |
|  | Buducnost Volcano   | Buducnost Volcano   | 63                  |                     | Radivoj Korać | Radivoj Korać     | 52                |                 |  |
|  |                     |                     |                     |                     | Radivoj Korać | Radivoj Korać     | 52                |                 |  |
|  |                     |                     | Umana Reyer Venezia | Umana Reyer Venezia | 69            |                   |                   |                 |  |
|  | Athlete Celje       | Athlete Celje       | Umana Reyer Venezia | Umana Reyer Venezia | 69            | 79                |                   |                 |  |
|  | Athlete Celje       | Athlete Celje       |                     |                     |               | 79                |                   |                 |  |
|  | Umana Reyer Venezia | Umana Reyer Venezia | 83                  |                     |               | Finale 3º posto   | Finale 3º posto   | Finale 3º posto |  |
|  | Umana Reyer Venezia | Umana Reyer Venezia | 83                  |                     |               |                   |                   |                 |  |
|  |                     |                     |                     |                     |               |                   |                   |                 |  |
|  |                     |                     |                     |                     |               | Athlete Celje     | Athlete Celje     | 75              |  |
|  |                     |                     |                     |                     |               | Athlete Celje     | Athlete Celje     | 75              |  |
|  |                     |                     |                     |                     |               | Buducnost Volcano | Buducnost Volcano | 76              |  |

###### Semifinale
| Arbitri: | Jasmina Tatić Mila Cavara Ernad Karović |

|              |            |                    |
| Abramovič 20 | Punti      | 20 McCallum        |
| Erkić 7      | Assist     | 4 Růžičková        |
| Gajić 14     | Rimbalzi   | 7 Henry, McCallum  |
| Damir Grgič  | Allenatori | Andrea Liberalotto |

###### Finale
| Arbitri: | Mario Majkić Milan Nedović Igor Poljansek |

|                |            |                    |
| Kapor 12       | Punti      | 16 Henry           |
| Mandić 4       | Assist     | 4 McCallum         |
| Erak 8         | Rimbalzi   | 10 Henry           |
| Miloš Pavlović | Allenatori | Andrea Liberalotto |

#### Squadra campione
| Vincitrice della Lega Adriatica femminile 2014-2015 |
| --------------------------------------------------- |
| Umana Reyer Venezia (1º titolo)                     |